# NASCAR

Логотип

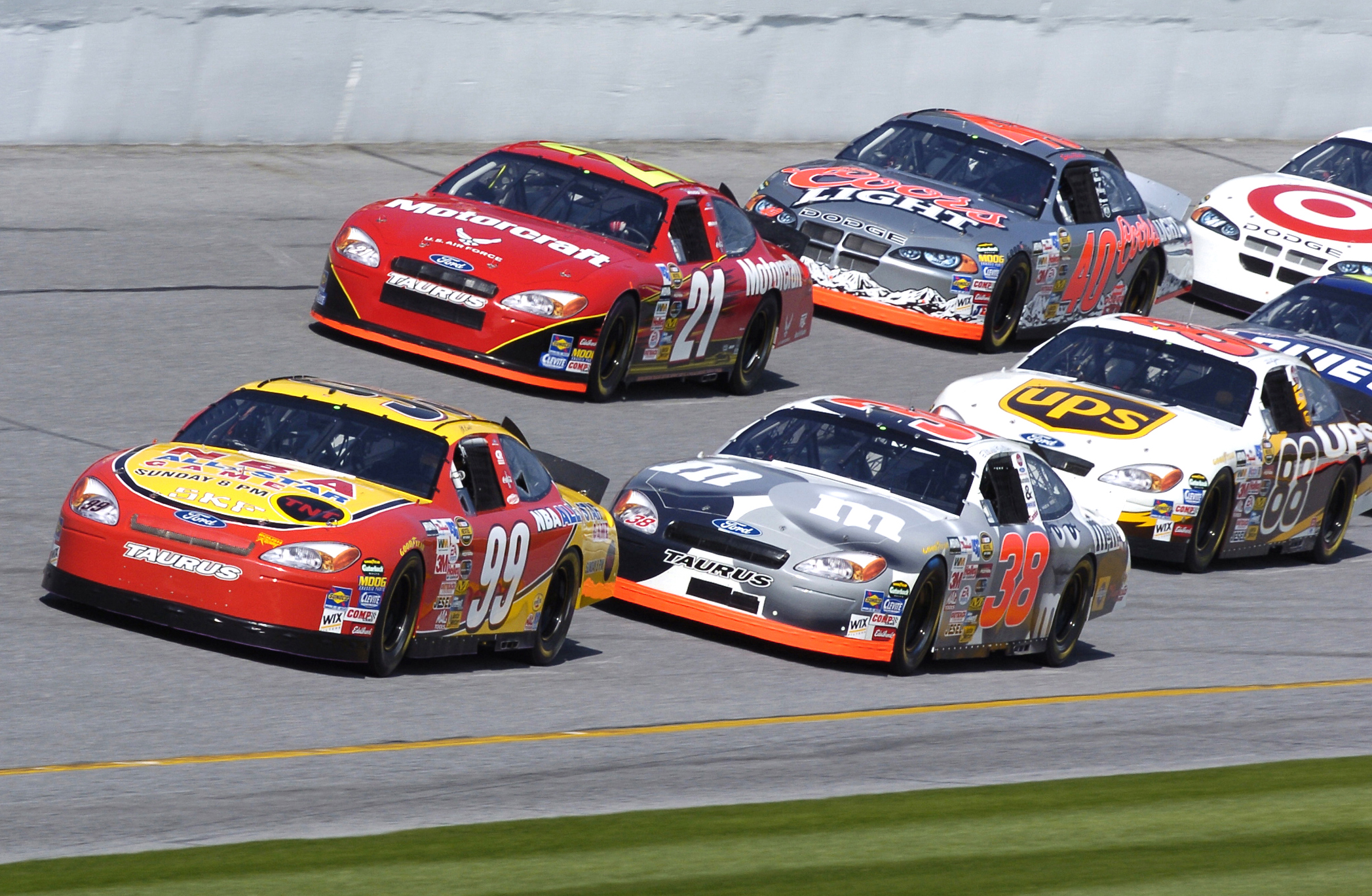
Гонка Daytona 500

Национальная ассоциация гонок серийных автомобилей (National Association of Stock Car Auto Racing), Inc — частное предприятие, занимающееся организацией автомобильных гонок и сопутствующей деятельностью. Учреждена Биллом Франсом-старшим в 1947—1948 годах в Соединенных Штатах Америки и до сих пор находится в собственности семьи Франс. Ассоциация проводит большое количество различных чемпионатов (серий). Три самых крупные серии NASCAR — NASCAR Cup Series, NASCAR Xfinity Series и NASCAR Camping World Truck Series. Региональный дивизион — NASCAR Whelen All-American Series, NASCAR Whelen Modified Tour (автомобили с открытыми колёсами), NASCAR K&N Pro Series и т. д. Серии проводятся и за пределами США — в Мексике (NASCAR Toyota Series), Канаде (NASCAR Canadian Tire Series), Европе (NASCAR Whelen Euro Series) и Бразилии (Stock car Brasil).

## История

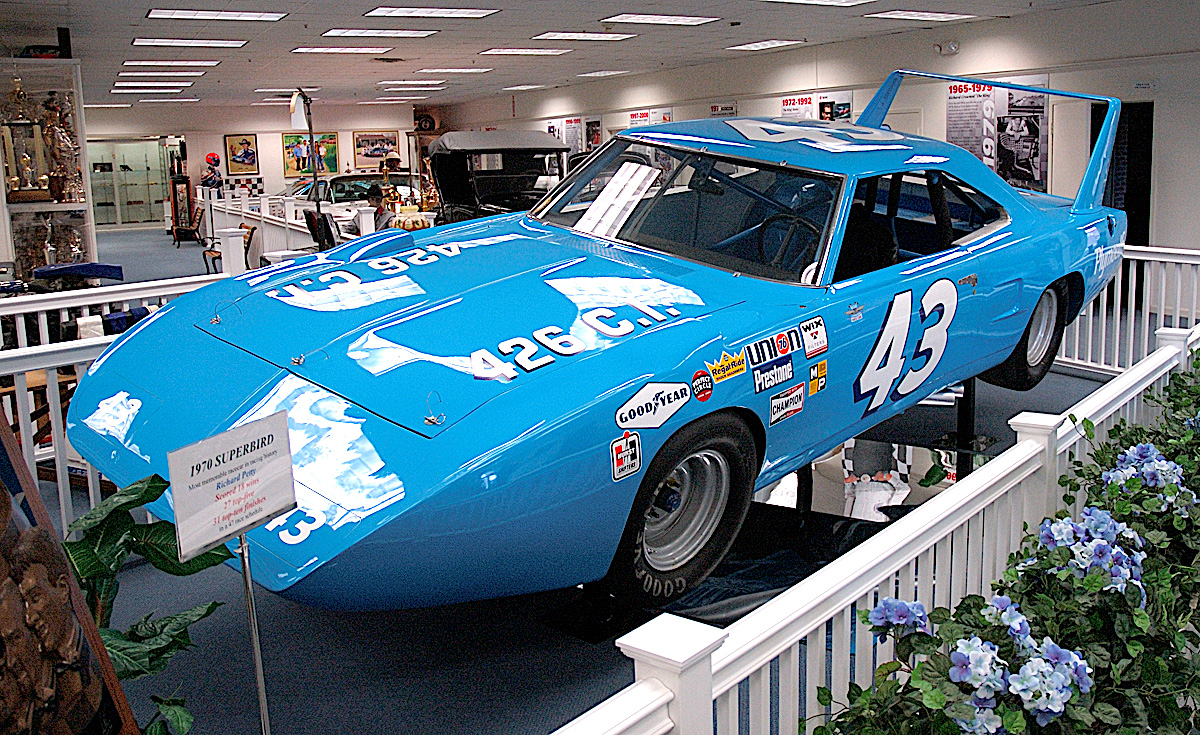
Plymouth Superbird Ричарда Петти сезона 1970 года

NASCAR ведет свою историю с 1948 года, когда Билл Франс-старший решил объединить проводившиеся на юго-востоке США полулюбительские кольцевые гонки на серийных машинах в один чемпионат. Ни одна автоспортивная организация не взялась спонсировать это соревнование, и Франс основал санкционирующую организацию сам. С 1949 года NASCAR проводит три чемпионата — Strictly Stock (строго серийные), Modified (модифицированные) и Convertible (открытые). Первоначально имел успех Modified, но постепенно на первые роли вышел Strictly Stock, про который говорили, что в нём участвуют те же машины, что и ездят по дорогам, и принять участие может любой желающий. Высокие призовые вознаграждения привлекали именитых пилотов, низкие затраты позволяли проявить себя новичкам. Хороший выбор трасс и разумная политика Ассоциации способствовали быстрому росту популярности. В 1959 году появился специально построенный для гонок NASCAR огромный автодром Daytona International Speedway, а проводившаяся на нём гонка Daytona 500 стала звездой чемпионата.
Постепенно чемпионат отходил от своей философии участия чисто серийных машин — высокие скорости и асимметричные нагрузки требовали модификаций для повышения безопасности. Поначалу даже гонщики прорезали окно в днище, через которое можно было видеть наиболее нагруженное переднее правое колесо, чтобы вовремя заезжать на смену покрышек. В 1962 году в чемпионат пришли заводские команды, до этого поддерживавшие свои марки негласно, и началась гонка вооружений и роста скоростей. Прикрываясь определением «серийный автомобиль», компании Большой Тройки выпускали небольшие партии машин, оптимизированных для гонок (в 1970 г. для участия в гонках была необходима партия не менее 500 машин). В начале 1970-х на трассы вышли машины «воздушных войн», типа Plymouth Superbird, однако Ассоциация приняла меры к недопущению дальнейшей гонки технологий и ввела специальные ограничения для подобных машин. Последовавший вскоре после этого энергетический кризис 1973 г. заставил автомобильные компании и вовсе уйти из чемпионата.
Параллельно с технологическим соревнованием компании старались привлекать на свою сторону и знаменитых гонщиков. Гонщики становились настоящими звёздами, однако их попытки создать свою ассоциацию пилотов для борьбы за безопасность были резко пресечены Биллом Франсом-старшим — наиболее активные были отлучены от гонок, невзирая на фамилии, в том числе и сам Ричард Петти.
В 1981 году Ассоциация полностью сменила техническую политику, и теперь на старт выходили силуэт-прототипы с трубчатой рамой, лишь внешне напоминавшие серийные машины. Технические новации всё больше ограничивались, а с целью уравнять участников в вопросах аэродинамики машины теряли даже внешнее сходство с дорожными собратьями.
В 1979 году впервые была показана в прямом эфире гонка НАСКАР — Дайтона 500 — и начался взлёт популярности. Дополнительно задача облегчилась тем, что главный конкурент в автоспортивном мире Америки — CART — с 1996 года  раскололся. В 1996 году рейтинги Дайтоны 500 обошли рейтинги Инди 500, и сейчас НАСКАР считается вторым по популярности соревнованием США, уступая лишь NFL, а самый популярный гонщик НАСКАР — Дейл Эрнхардт-младший — также является самым популярным спортсменом Америки.

## Техника
Серийные автомобили носят имена серийных автомобилей, однако не похожи на них даже внешне. Эти автомобили имеют трубчатую стальную раму. Заводы (сейчас это — Ford, Chevrolet и Toyota) поставляют командам только блоки цилиндров, и некоторые другие детали — все остальное, включая каркас и внешнюю металлическую обшивку, команды строят сами.
На всех серийных автомобилях стоят V8 рабочим объёмом 5,87 л, конфигурация которых не меняется с 1960-х годов — используется чугунный блок цилиндров, нижний распредвал и (до 2012 года) карбюраторы. Коробка передач имеет четыре ступени, однако на овальных трассах передачи необходимо переключать лишь при заездах на пит-стопы и при движении под пейскаром. В 2007 году высший дивизион NASCAR начал переход на Автомобили Завтрашнего Дня (Car of Tomorrow). В 2007 году такие машины использовались только на коротких овалах (до 1,33 мили), с 2008 года CoT используются на всех этапах.

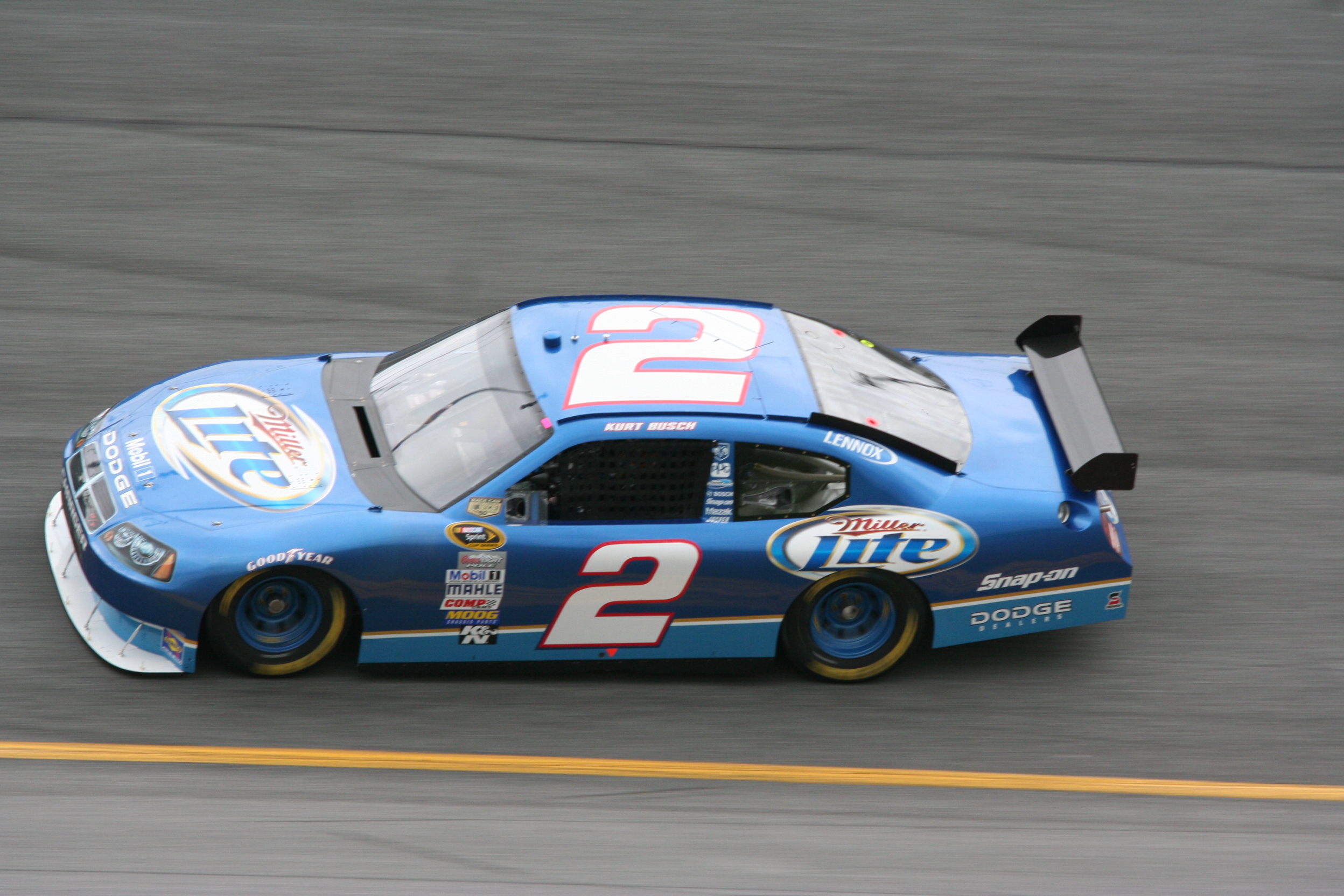
На Автомобилях завтрашнего дня уменьшена роль аэродинамики и повышена безопасность

На автомобилях Car of Tomorrow двигатели выполнены по ещё более жестким спецификациям, с фиксированным расстоянием между цилиндрами, что делает их фактически одинаковыми. Однако отдача их осталась прежней — нижневальный бензиновый V8 объёмом 5,87 л мощностью около 770 л. с.. Кузов выше, шире и длиннее (база составляет 110 дюймов или 2794 мм), спереди появился регулируемый сплиттер (на «классических» машинах передний бампер должен быть строго вертикальным), а сзади вместо огромного спойлера появилось антикрыло. Такая конфигурация дает участникам больший диапазон аэродинамических настроек, и должна компенсировать отказ от «специализированных» машин (сейчас команды строят три типа машин: для быстрых треков, медленных и трасс европейского типа). Кроме того, по расчетам организаторов, новая форма кузова позволит увеличить количество обгонов в гонках. Ещё большее внимание было уделено безопасности, увеличены энергопоглощающие зоны, а гонщик сидит ещё ближе к центру.
С введением CoT на полной основе в 2008 г. появилось ещё больше противников CoT. Конечно, авария Майкла МакДауэла в Техасе 04.04.08 сняла все вопросы о том, изменился ли уровень безопасности гонщика в CoT. Но, в то же время, проблемы с покрышками на трассе Индианаполисе Мотор Спидвей, приведшие к тому, что ассоциация приняла решение выбрасывать технический жёлтый флаг каждые 15—18 кругов, связаны именно со спецификой конструкции CoT. Так же CoT не смогли обеспечить одной из главных своих задач — сокращения расходов в связи с универсальностью шасси.
В 2010 году NASCAR начала постепенно улучшать эстетический вид СоТ. Начиная с весеннего этапа в Мартинсвилле, вместо антикрыла стали использовать стандартный спойлер. В 2011 году поменялся внешний вид передней части. В 2013 году в Sprint Cup дебютировали автомобили шестого поколения. Теперь индивидуальный вид имеется у каждой из трех автомобильных марок (Додж покинул NASCAR чемпионом перед сезоном 2013 г.) .

## Календарь NASCAR
За год в чемпионате Sprint Cup проводится 36 регулярных зачётных этапов (все, за исключением этапов в Сономе, дорожной трассе внутри спидвея Шарлотта и Уоткинс-Глен, на овалах). Также в календаре присутствует 2 незачётные, но весьма престижные гонки — Budweiser Shootout, традиционно проводящийся на знаменитом треке Daytona International Speedway за неделю до 1-го этапа сезона и Sprint All-Star, проводящаяся на треке Lowe’s Motor Speedway за неделю до самой длинной гонки сезона Coca-Cola 600, проходящей на том же треке. В Budweiser Shootout принимают участие только обладатели поулов по итогам прошлого сезона, а также все победители Budweiser Shootout прошлых лет. В гонке Sprint All-Star стартуют все победители гонок прошлого сезона, все победители Sprint All-Star прошлых лет, а также пилот, победивший в голосовании зрителей. На многие трассы серия приезжает дважды в год — весной и осенью.
В календаре также присутствуют 4 «рестрикторные» гонки на высокоскоростных суперспидвеях Дайтона и Талладега, гонка на трассе в Индианаполисе и на треугольном суперспидвее в Поконо, 6 гонок на 3 «шорт-треках» — Бристоль, Мартинсвилль, Ричмонд.

## Очковая система
Нынешняя очковая система НАСКАР действует с 1975 года с небольшими изменениями. Победитель получает 185 очков, за второе место дают 175 очков, далее, со второго по шестое — с шагом в 5 очков, с седьмого по 11-е — с шагом в 4 очка, и с 12 места — с шагом в 3 очка, до последнего, 43-го места, за которое дается 35 очков. Однако всего очки в зачет владельцев машин получают 54 участника — 11 не вышедших на старт, но занявших в квалификации места с 44-го по 54-е получают от 32 до 3 очков. Кроме того, дополнительно даются 5 очков каждому, кто смог пролидировать хоть один круг, а также 5 очков тому, кто пролидировал больше всех.
В 2004 году в Кубке введена система «чейза» — Погоня за Кубком. За десять гонок до конца сезона (то есть после 26 этапов) десять лучших пилотов на текущий момент и пилоты, отстающие от лидера чемпионата не более, чем на 400 очков, получают взамен своих прежних результатов очки по следующей системе: лидер чемпионата получает 5050 очков, следующий за ним — 5045 и так далее. В оставшихся 10 гонках все пилоты по-прежнему получают очки, но бороться за титул могут только первые десять гонщиков. С 2007 года правило 400 очков отменили, а количество участвующих в борьбе за победу пилотов увеличили до 12. Все участники Погони за Кубком получают по 5000 очков вместо всех ранее заработанных, и дополнительно по 10 очков за каждую победу, одержанную в предыдущей части сезона.
26 января 2011 года в истории NASCAR произошло событие, которое, несомненно, повлияет на его будущее. Руководство гоночной серии опубликовало новую систему начисления очков, призванную сделать её более понятной для простого зрителя, а также внести элемент непредсказуемости в борьбу за титул в 2011 году.
Относительно новой очковой системы (гораздо более простой по сравнению с предыдущей, которая, как посчитало руководство гонок, была слишком сложна для запоминания и подсчета очков) было высказано много сомнений. Теперь разница в очках между позициями на финише с 43-го по 2-е место будет составлять всего одно очко. То есть гонщик, занявший последнее, 43-е место получит 1 очко, занявший 42-е место — на одно очко больше, то есть 2 очка, 41-е — 3 очка, 40-е — 4 очка и так далее. Гонщик, занявший 2 место, получает, соответственно, 42 очка. И только разница между вторым и первым местом составит 4 очка и, таким образом, победитель гонки получит 46 очков. В новой системе сохраняются дополнительные бонусы: за лидирование хотя бы в одном круге гонки — 1 очко, за лидирование на протяжении большинства кругов в гонке — 1 очко.
Изменениям подверглась и система Погони за кубком: на финальную борьбу за звание чемпиона по-прежнему будет претендовать 12 лучших гонщиков по результатам регулярной части чемпионата, однако теперь последние 2 места в Погоне будут отданы гонщикам, занявшим в итоговой квалификации места с 11-го по 20-е с наибольшим количеством побед. Таким образом, последние два места в Погоне теоретически предоставляют шанс попадания в финальную часть гонщикам, исповедующим более агрессивный стиль борьбы, которые обычно либо приходят первыми, либо выбывают из гонки в ходе борьбы за лидерство. Все 12 участников Погони получают по 2000 очков, кроме того, те из них, кто прошёл в Погоню из первой десятки, получают по 3 очка за каждую победу в течение сезона. Те, кто прошёл в Погоню из второй десятки, бонусных очков за победы в ходе предыдущей части сезона не получают. Как и ранее, по итогам Погони Кубок получает тот пилот, который имеет максимальное количество очков после окончания десятой гонки.
С 2015 года система Погони за кубком (Чейза) вновь была изменена. Отныне в Чейз высшего дивизиона (NASCAR Sprint Cup) проходят 16 пилотов, имеющих наибольшее количество побед по ходу сезона (таким образом, теоретически можно попасть в Чейз, имея в активе одну победу и набрав минимальное количество очков). Если по ходу сезона гонки выигрывало более, чем 16 пилотов, то в Чейз пройдут те из них, кто имеет наибольшее количество побед и те из имеющих по одной победе, кто набрал наибольшее количество очков. Если победителей было меньше 16-ти, то в Чейз попадут все, кто выигрывал гонки, остальные места в Чейзе получат пилоты, имеющие наибольшее количество очков. Все прошедшие в Чейз пилоты уравниваются в очках (каждый получает 2000 очков взамен набранных ранее), кроме того, пилоты получают по три бонусных очка за каждую победу, одержанную до начала Чейза. Чейз разделен на 4 части (Round of 16, Round of 12, Round of 8, Championship 4). Первые три раунда состоят из трех гонок каждый. Победа хотя бы в одной из трех гонок гарантирует участнику Чейза прохождение в следующий раунд. По завершении третьей гонки четыре участника Чейза, имеющих наименьшее количество очков, выбывают из Погони. Прошедшие во второй раунд 12 пилотов вновь уравниваются в очках (до показателя в 3000) без каких-либо бонусных очков. Правила прохождения в третий раунд те же. Попавшие в третий раунд 8 пилотов уравниваются до показателя в 4000 очков, правила прохождения в четвертый раунд остаются неизменными. Четверо прошедших в последний раунд пилотов уравниваются до показателя в 5000 очков и разыгрывают между собой чемпионский титул. Четвертый раунд состоит из одной гонки. Четверо претендентов не получают в этой гонке очков за лидирование. Таким образом, в чемпионате побеждает тот из четверых претендентов, который в финальной гонке пересечет финишную линию раньше троих оставшихся. Для NASCAR XFINITY Series (второй дивизион) и NASCAR Camping World Truck Series (дивизион пикапов) правила в целом идентичны. Отличия состоят в том, что для данных серий Чейз состоит из 7-ми гонок и разделен на три раунда (два раунда по три гонки и финальный раунд, одна гонка). В NASCAR XFINITY Series в первый раунд проходят 12 пилотов, во второй — 8, в третий — 4. В NASCAR Camping World Truck Series в первый раунд проходят 8 пилотов, во второй — 6, в третий — 4.

## Критика
NASCAR был объектом критики по различным темам из разных источников. Некоторые критики отмечают существенные различия между сегодняшними автомобилями NASCAR и настоящими «стандартными» автомобилями. Другие часто ссылаются на доминирование семьи Франс в структуре бизнеса, политике и принятии решений NASCAR. В последнее время горячо обсуждается увеличение числа пилотов Кубка, постоянно участвующих в гонках серии Xfinity . Другая общая область критики, не только NASCAR, но и других вариантов автоспорта, включает вопросы о расходе топлива, выбросах и загрязнении, а также использование тетраэтилсвинца в бензине. Первоначально запланированный на 2008 год, NASCAR принял использование неэтилированного топлива во всех трех своих ведущих сериях в 2007 году. В 2011 году NASCAR перешел на «зеленое» топливо E15 (15% этанола и 85% бензина) для всех трех туристических серий.
Поскольку NASCAR предпринял шаги для повышения своей национальной привлекательности, он начал участвовать в гонках на новых трассах и прекратил гонки на некоторых традиционных, что весьма расстроило традиционных фанатов. Совсем недавно NASCAR поставили под сомнение типы и частоту предупреждений , при этом некоторые критики предполагают, что результатом гонок манипулируют, и что целью является не безопасность, как утверждает NASCAR, а получение преференций в гонке некоторыми участниками. Было несколько несчастных случаев с фанатами во время гонок и даже за пределами трассы, но ни один зритель не погиб во время гонки в результате несчастного случая, связанного с гонкой.
В 2008 году выяснилось, что иск против НАСКАР о неправомерной смерти в результате крушения самолета компании был урегулирован на 2,4 миллиона долларов.
В течение многих лет NASCAR подвергался критике за то, что разрешил поднимать флаг Конфедерации во время гонок. Бывший председатель совета директоров Брайан Франс пытался запретить вывешивание флагов Конфедерации на гоночных трассах в 2015 году, что вызвало гнев среди фанатов.

## Отсылки в массовой культуре
- Фильм «Дни грома» с Томом Крузом и Робертом Дювалем в главных ролях посвящён гонкам NASCAR.
- Спортивная комедия 2006 года режиссёра Адама Маккея «Рики Бобби: Король дороги» посвящена гонкам NASCAR.
- Весь сюжет мультфильмов «Тачки», «Тачки 2» и «Тачки 3» построен вокруг гонок NASCAR.
- Мультсериал Автогонщики Наскар / NASCAR Racers[англ.] посвящён гонкам NASCAR.
- В основе сюжета комедии «Удача Логана» — ограбление на гонках серии NASCAR.
- Гонкам NASCAR посвящён восьмой эпизод четырнадцатого сезона «Южного Парка».
- В фильме «Пункт назначения 4» большая авария происходит на стадионе во время гонок NASCAR.
- Автомобиль Volkswagen Käfer по имени Хёрби побеждает в гонках NASCAR в фильме «Сумасшедшие гонки».
- Автомобили Хуана Пабло Монтойи, Джимми Джонсона и Дейла Эрнхардта-мл, переоборудованные в боевые машины, служат альт-формами автоботам Лэдфуту, Топспину и Роудбастеру из фильма «Трансформеры 3: Тёмная сторона Луны».